# Balk (North Yorkshire)
Balk is een civil parish in het bestuurlijke gebied Hambleton, in het Engelse graafschap North Yorkshire.